# Fannbyn, Örnsköldsviks kommun
Fannbyn är en småort i Anundsjö distrikt (Anundsjö socken) i Örnsköldsviks kommun, Västernorrlands län (Ångermanland).